# Mirasch
Mirasch (russisch Мираж, dt. „Fata Morgana“) ist eine Gruppe aus Russland. Ihre Musik ist dem Euro Disco angelehnt und mit elektrischen Gitarren sowie einer Sängerin geschmückt.
Die Band hatte große Erfolge Ende der 1980er- und Anfang der 1990er-Jahre.
Bekanntere Stücke der Gruppe sind Musyka nas swjasala (russisch Музыка нас связала, dt. „Musik hat uns verbunden“), Nowy geroi (russisch Новый герой, dt. „Neuer Held“), Ja schdu tebja (russisch Я жду тебя, dt. „Ich warte auf dich“) und Ja bolsche ne proschu (russisch Я больше не прошу, dt. „Ich bitte nicht mehr“).

## Geschichte

### 1986–1988 Gründung und das erste Album
Die Band wurde 1986 in Moskau (damals Sowjetunion) von dem Komponisten Andrei Litjagin, der klassischen Sängerin Margarita Suchankina, dem Gitarristen Sergei Proklow und dem Sänger Michail Kirsanow gegründet. Kurze Zeit später stieß der Textdichter Waleri Sokolow dazu.
Mit der Sängerin Suchankina wurden nur drei Stücke für das kommende erste Album aufgenommen, da sie eine Karriere als Opernsängerin anstrebte. Für die restlichen Stücke wurde Natalia Gulkina engagiert und somit erschien 1987 das Debüt Swjosdy nas schdut (russisch Звёзды нас ждут, dt. „Die Sterne warten auf uns“). Im gleichen Jahr wurde zusätzlich die Sängerin Swetlana Rasina zur Band geholt.

### 1988–1991 Das zweite Album
Das zweite Album erschien 1988 und wurde mit Suchankina aufgenommen. Trotz großer Erfolge der Gruppe verließen die beiden Sängerinnen Gulkina und Rasina die Band im selben Jahr, dafür stießen die Sängerinnen Natalja Wetlizkaja, Inna Smirnowa, Irina Saltykowa und Tatiana Owsijenko dazu.
Wetlizkaja und Smirnowa verließen die Band aber bald wieder, kurze Zeit später auch Saltykowa. Owsijenko übernahm den Leadgesang und war der Kopf der Gruppe, bis auch sie 1990 die Band verließ und sich fortan ihrer Solokarriere widmete.

### 1991 – heute
Ab 1991 übernahm Jekaterina Boldyschewa den Leadgesang. Die Fertigstellung des dritten Albums wurde durch die schwierige wirtschaftliche Lage Russlands während der 1990er-Jahre verhindert und es folgte eine lange Phase, in der nur Live-Auftritte gespielt wurden. Im Jahr 2004 erschien dann endlich das in den 1990er-Jahren begonnene dritte Album.

## Diskografie

### Alben
- 1987: Звёзды нас ждут
- 1988: Снова вместе
- 2004: Не в первый раз
- 2009: Тысяча звёзд
- 2013: Отпусти меня

### Remix-Alben
- 1997: Dance Remix
- 1999: Версия 2000
- 2001: Назад в будущее
- 2003: Брось
- 2004: Старое по-новому

### Singles (Auswahl)
- 1988: Музыка нас связала
- 1988: Новый герой
- 1988: Наступает ночь
- 1988: Снова вместе
- 1988: Я Больше Не Прошу